# Ascent de la Caroline
L'Ascent de la Caroline (officiellement en anglais : Carolina Ascent) est une franchise féminine de soccer américaine basée à Charlotte en Caroline du Nord. Elle évolue en USL Super League.

## Histoire
Alors que la Caroline du Nord a déjà une franchise féminine de soccer avec le North Carolina Courage qui évolue en NWSL, la création en 2024 d'une nouvelle ligue, la USL Super League, ouvre l'opportunité d'une deuxième franchise dans l'état de la côte est.
En janvier 2024, Philip Poole est nommé entraîneur. Le club recrute notamment la Portoricaine Jill Aguilera en provenance des Chicago Red Stars, Taylor Porter des Portland Thorns ou encore Mia Corbin du Brisbane Roar.

## Palmarès
USL Super League :
- Players' Shield : 2024-2025